# Vărbila, Prahova
Vărbila este un sat în comuna Iordăcheanu din județul Prahova, Muntenia, România.
La sfârșitul secolului al XIX-lea, comuna făcea parte din comuna rurală Hârsa (care avea să fie desființată în 1968), având 519 locuitori.

## Monumente
- Mănăstirea Vărbila